# Trigonotis pleiomera
Trigonotis pleiomera är en strävbladig växtart som beskrevs av Ivan Murray Johnston. Trigonotis pleiomera ingår i släktet Trigonotis och familjen strävbladiga växter. Inga underarter finns listade i Catalogue of Life.